# کیم هوا-سون
کیم هوا-سون (انگلیسی: Kim Hwa-soon؛ زادهٔ ۱۲ آوریل ۱۹۶۲) بازیکن بسکتبال اهل کره جنوبی بود.
از افتخارات وی میتوان به کسب مدال نقره در بازی‌های المپیک تابستانی ۱۹۸۴ اشاره‌کرد.